# Eragrostis peruviana
Eragrostis peruviana är en gräsart som först beskrevs av Nikolaus Joseph von Jacquin, och fick sitt nu gällande namn av Carl Bernhard von Trinius. Eragrostis peruviana ingår i släktet kärleksgrässläktet, och familjen gräs. Inga underarter finns listade i Catalogue of Life.